# Curtea de Apel București
Curtea de Apel București este una din cele 16 curți de apel din România. Își are sediul în București în Palatul de Justiție, pe Splaiul Independenței, nr. 5. Activitatea instanței este împărțită pe 9 secții.

## Competența teritorială
- municipiul București
- județul Teleorman
- județul Ialomița
- județul Giurgiu
- județul Călărași
- județul Ilfov

## Secții
- Secția I penală
- Secția a II-a penală
- Secția a III-a civilă și pentru cauze cu minori și de familie
- Secția a IV-a civilă
- Secția a V-a civilă
- Secția a VI-a civilă
- Secția a VII-a pentru cauze privind conflictele de muncă și de asigurări sociale
- Secția a VIII-a contencios administrativ și fiscal
- Secția a IX-a contencios administrativ și fiscal
- Secția a X-a contencios administrativ și fiscal și pentru achiziții publice[1]

## Camera Executorilor Judecătorești
Camera Executorilor Judecătorești de pe lângă Curtea de Apel București funcționează în baza art. 26 din Legea 188/2000 privind executorii judecătorești. Din Camera Executorilor Judecătorești fac parte toți executorii judecătorești din circumscripția Curții de Apel. Camera este condusă de un colegiu director format dintr-un președinte, un vicepreședinte și 7 membri.